# Marguerite Wybauw-De Reuse
Marguerite Sidonie Albertine Marie Wybauw-De Reuse (Gentbrugge, 2 september 1917 – Antwerpen, 22 april 1995) was een Belgische verzetsstrijdster tijdens de Tweede Wereldoorlog en later restauranteigenares en journaliste.

## Biografie
Marguerite De Reuse werd geboren in Gentbrugge als dochter van Arthur De Reuse (1885-1969) en Romalie Cordal (1886-1961). Haar moeder was medeoprichtster van de Liberale Vrouwenvereniging van Gentbrugge, en haar vader was ploegbaas in de Puntfabriek in Gentbrugge.
Na haar lagere schoolopleiding aan Instituut Charles de Kerckhove studeerde Marguerite in 1935 af met onderscheiding aan de Stedelijke Handelsschool in Gent. Hierna liep ze stage bij het bedrijf La Textile en behaalde ze een diploma ‘Correspondance Commerciale Française’. In 1938 begon ze als secretaresse van de liberale politicus Henri Story die op dat moment beheerder was van een fusieholding Brufina van de Bank van Brussel. Door deze aanstelling komt Marguerite in aanraking met het Belgisch verzet tijdens de Tweede Wereldoorlog.
Marguerite was getrouwd met Willy Wybauw (Harderwijk, 5 juli 1917 - 6 september 1964), die kok was van beroep. Samen kregen zij vijf kinderen: Jean-Pierre, Nicole, Jacques, Chrisje en Paul.

## Verzetsactiviteiten
Op 1 augustus 1940, een dag na haar huwelijk met Willy Wybauw, sloot Marguerite zich aan bij de verzetsorganisatie SRA (Services de Renseignements et d’Action) en werd ze betrokken bij de inlichtingsdienst Zero, opgericht door Henri Story. Ze hielp bij het verspreiden van de clandestiene krant La Libre Belgique en vervulde koeriersdiensten binnen Gent.
Marguerite en Willy sloten zich eind 1940 ook aan bij de V-Liga, een verzetsbeweging die onder andere sluikpers verspreidde en hulp bood aan geallieerde piloten. Vanaf 1 november 1941 waren zij tevens lid van het Belgisch Legioen, dat later het Geheime Leger werd. Gedurende de oorlog smokkelde Marguerite wapens en geld voor clandestiene vakbonden en werkte ze als contactpersoon tussen Henri Story en Albert Maertens, eigenaar van het sluikblad de kleine Belg (later de Vrije Belg). In 1943 werden Willy en Marguerite lid van de weerstandsbeweging Socrates, die financiële hulp bood aan werkweigeraars.
Na de arrestatie van Henri Story op 22 oktober 1943, dook Marguerite onder om aan de Gestapo te ontsnappen. In september 1944 werd zij gerekruteerd voor het Geheime Leger, terwijl Willy deelnam aan de bevrijding van Gent.

## Na de oorlog
In 1945 openden Willy en Marguerite het restaurant Rôtisserie Gantoise in Antwerpen, waar ze Gentse specialiteiten serveerden. Via de zaak onderhield ze goede contacten met liberale middens en haar oude verzetsnetwerk. Na het overlijden van Willy in 1964 zette Marguerite het restaurant nog enkele jaren voort, totdat zij het in 1966 verkocht. Dankzij haar connecties uit het verzet met onder andere directeur Albert Maertens, kon ze in 1967 aan de slag bij Het Laatste Nieuws, waar ze tot 1977 werkte.

## Onderscheidingen
Marguerite ontving meerdere onderscheidingen voor haar verzetswerk, waaronder de erkenning als gewapend weerstander, de Militaire Medaille, de Medaille van de Weerstand, de Herinneringsmedaille van den Oorlog 1940-1945 en de Medaille van Oorlogsvrijwilliger-Strijder.

## Overlijden
Marguerite Wybauw-De Reuse overleed op 22 april 1995 in Antwerpen, nadat ze onwel werd in haar appartement. Ze werd begraven op het Groot Militair Ereperk van het Schoonselhof in Antwerpen.